# Alexandra Viktoria af Slesvig-Holsten-Sønderborg-Glücksborg
Prinsesse Alexandra Viktoria til Slesvig-Holsten-Sønderborg-Glücksborg (21. april 1887 – 15. april 1957) var en tysk prinsesse af Slesvig-Holsten-Sønderborg-Glücksborg.
Hun var det næstældste barn af hertug Frederik Ferdinand af Slesvig-Holsten-Sønderborg-Glücksborg og Caroline Mathilde af Slesvig-Holsten-Sønderborg-Augustenborg. Hun giftede sig første gang den 22. oktober 1908 i Berliner Stadtschloss med prins August Wilhelm af Preussen, der var en yngre søn af Kejser Wilhelm 2. og Kejserinde Augusta Viktoria af Tyskland. I ægteskabet mellem Alexandra Viktoria og August Wilhelm blev der født en søn, prins Alexander Ferdinand.

## Eksterne links
- Hans den Yngres efterkommere